# Проезд Серебрякова
Проезд Серебряко́ва  — улица на севере Москвы в районе Свиблово Северо-Восточного административного округа. Находится между Сельскохозяйственной улицей и проспектом Мира. Одна из важнейших магистралей и самая длинная улица района Свиблово. Нумерация домов ведётся от Сельскохозяйственной улицы.

Планируется, что в будущем проезд Серебрякова войдёт в состав Северо-Западной хорды.

## Происхождение названия
Назван в 1967 году в честь Героя Советского Союза Андрея Михайловича Серебрякова (1913—1942) — участника советско-финской и Великой Отечественной войн. В 1941 году стал командиром танковой роты, сформированной на средства трудящихся Дзержинского района Москвы. В 1942 году погиб при обороне города Воронежа.

## Расположение
Проезд Серебрякова проходит с запада на восток в основном параллельно малому кольцу Московской железной дороги. Начинается как продолжение Берёзовой аллеи от моста через реку Яуза, пересекает улицу Вильгельма Пика и 1-й Ботанический проезд, затем Снежную улицу, проезд Нансена, улицу Амундсена и Медведковское шоссе. Заканчивается на Северянинском путепроводе: поворот направо на проспект Мира и налево на Ярославское шоссе осуществляется по развилке улицы Лётчика Бабушкина. Отдельная эстакада, построенная в 2006 году, ведёт с Ярославского шоссе непосредственно на проезд.

## Учреждения и организации
По нечётной стороне:
- №№ 11-13 — первый в Москве жилой комплекс — коливинг «Afi Tower»

По чётной стороне:
- № 2, корп. 1 — «Русьэкспо»; пекарня «Русский хлеб»;
- № 2А — кафе «Будвайзер-Авто»;
- № 6 — офисный центр «Серебрякова»;
- № 10 — Московская восточная таможня, Ростокинский таможенный пост;
- № 14 — спортивно-оздоровительный комплекс «Девятка»; издательство «Крафт +»; Императорское Общество размножения охотничьих и промысловых животных и правильной охоты;
- № 14, стр. 5 — издательство «Аграф»;
- № 14А — кафе «Золотая рыбка»;
- № 14Б — региональное общественное движение в поддержку сексуальной культуры «Культура и здоровье»;
- № 14В — предприятие «Спецтранс» (вывоз мусора);
- № 14Г — Центр комплектации учебных заведений.

- Дом 7
- Дом 9
- Сквер
- Дом 11
- Дом 13

## Транспорт

### Автобус
По проезду проходят автобусные маршруты:
- 33 «Рижский вокзал —  Алексеевская —  ВДНХ —  Ботанический сад /  Ботанический сад —  Владыкино»  (от улицы Вильгельма Пика до Сельскохозяйственной улицы)
- 61 «Ясный проезд —  Свиблово —  Ботанический сад /  Ботанический сад»  (от Снежной улицы до Первого Ботанического проезда в одну сторону)
- 71 «Осташковская улица —  Медведково —  Ботанический сад /  Ботанический сад»  (от Сельскохозяйственной улицы до улицы Вильгельма Пика)
- 134 «Юрловский проезд —  Ботанический сад /  Ботанический сад»  (от Сельскохозяйственной улицы до улицы Вильгельма Пика)
- 154 «ВДНХ-Южная —  ВДНХ —  Ботанический сад /  Ботанический сад — /  Окружная / платформа Окружная — станция Ховрино»  (от Сельскохозяйственной улицы до улицы Вильгельма Пика)
- 185 «Платформа Лось —  Свиблово —  Ботанический сад /  Ботанический сад»  (от проезда Нансена до метро Ботанический сад, обратно до улицы Амундсена)
- 603 «Юрловский проезд —  Ботанический сад /  Ботанический сад — Платформа Яуза»  (от Сельскохозяйственной улицы до улицы Вильгельма Пика)
- 628 «Ясный проезд —  Ботанический сад /  Ботанический сад —  Свиблово —  Отрадное»  (от Снежной улицы до Сельскохозяйственной улицы)
- 789 «Холмогорская улица —  Ростокино —  Ботанический сад /  Ботанический сад»  (от проспекта Мира до улицы Вильгельма Пика в одну сторону)

### Московский метрополитен
Непосредственно на проезде Серебрякова на перекрёстке со Снежной улицей находится станция метро  «Ботанический сад» Калужско-Рижской линии.
Ближайшая станция:
- станция метро «Свиблово» (Калужско-Рижская линия) с выходами на Снежную улицу, улицу Амундсена и проезд Русанова.

### Московское центральное кольцо
На проезде расположена станция Московского центрального кольца Ботанический сад, а ближе к восточному концу улицы расположена станция Ростокино.

### Железнодорожный транспорт
Ближе к восточному концу расположена железнодорожная платформа Ростокино Ярославского направления МЖД.